# 当戈尔赛姆
当戈尔赛姆（法語：Dangolsheim，发音：[daŋgɔlsaim] 或 [daŋɔlsaim]）是法国下莱茵省的一个市镇，属于莫尔赛姆区和莫尔赛姆县（Molsheim）。该市镇总面积4.47平方公里，2009年时的人口为638人。

## 人口
当戈尔赛姆人口变化图示